# Compte satèl·lit de la producció domèstica

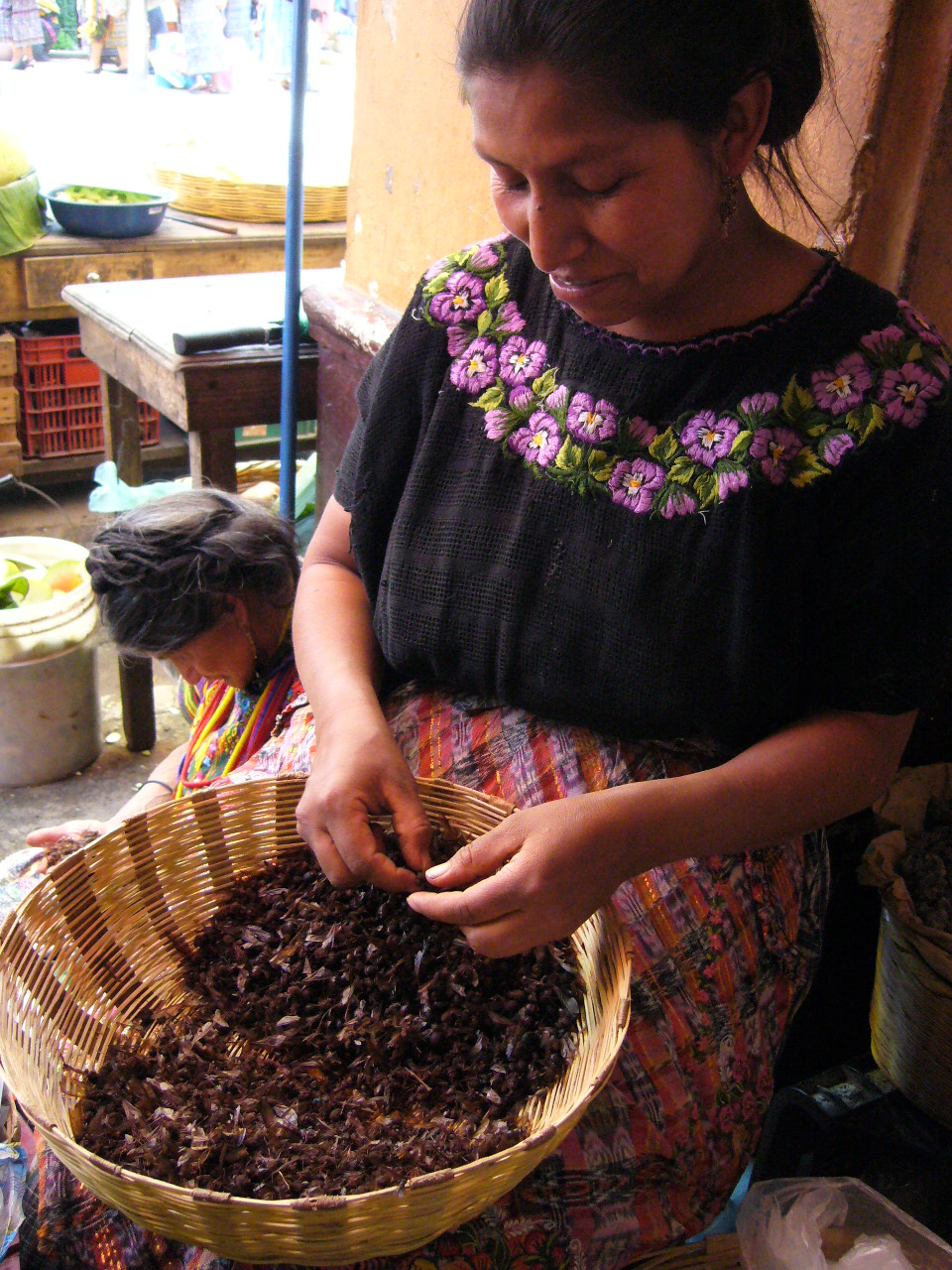
Dona netejant "zompopos de mayo" al mercat de San Juan Sacatepequez, Guatemala.

El compte satèl·lit és un model de mesura que utilitza una sèrie d'eines estadístiques que permeten estudiar amb detall un sector econòmic concret, analitzant la seva relació amb algunes de les principals variables macroeconòmiques com la contribució al producte interior brut (PIB), les exportacions o el personal empleat. El seu nom deriva justament del fet que aquesta metodologia permet vincular una mesura amb l'esquema central de comptabilitat nacional, permetent analitzar sectors específics i al seu torn generar informació valuosa per al disseny i implementació de polítiques públiques.
L'objectiu del compte satèl·lit de la producció domèstica és doble: proporcionar una imatge global de les activitats productives que es porten a terme en les llars i aportar una estimació del valor econòmic aportat per aquestes activitats. Per aquesta raó, totes les activitats produïdes a les llars, tant les incloses en el Sistema Europeu de Comptes (SEC) com les que no, hauran de considerar-se en el compte satèl·lit, amb la finalitat d'atendre a la visió global esmentada.

## Paral·lelismes entre sector econòmic i producció domèstica
El mercat no és l'únic àmbit per on passa l'esdevenir econòmic i social d'una societat. Les persones i les llars produeixen béns i serveis que son bàsics per a la subsistència física de la població, però també per garantir el benestar físic i emocional. Aquesta producció o treball ha estat tradicionalment una categoria exclosa dins de l'anàlisi econòmica i sociològica, i això principalment per dos motius:
- per l'àmbit domèstic i familiar en què té lloc, que atribueix als vincles entre les persones la gratuïtat de la producció d'aquests béns i serveis.

- per la naturalesa de l'output generat, que en la seva major part no és objecte d'intercanvi mercantil.

No obstant això, el treball domèstic implica una tasca diària, contínua, de treball tant físic, com de gestió emocional, sovint en combinació amb béns de capital i amb necessitats d'inversió econòmica. L'objectiu d'aquesta producció és donar satisfacció a les necessitats dels membres de la llar, com a aliment, vestit, descans i altres. Consisteix en garantir, d'una banda, la recuperació de les energies de la població que participa de l'activitat productiva remunerada, de l'èxit en els cicles educatius i formatius de la població que en el futur participarà, o bé del descans i de la cura de les persones que han participat en el passat.
En conseqüència, la producció domèstica genera un valor, no mercantil, però sí funcional i estructural que és imprescindible per al desenvolupament normal dels membres de la societat, de l'economia considerada en el seu conjunt, així com per fer plausible el sosteniment de la vida.

## Concepte de la "llar"
El concepte de llar utilitzat en el Compte Satèl·lit és el mateix que s'utilitza en els Comptes Nacionals (segons el SEC), definit com un "grup petit de persones que comparteixen el mateix habitatge, una part o tots els seus ingressos i riqueses, i que consumeixen cert tipus de béns de serveis de forma col·lectiva ". Així, segons aquests Comptes, aquest concepte inclou les llars residents, així com les llars institucionals compostes per persones que viuen en hospitals, pensions o similars.

## El criteri de "la tercera part"
Un dels aspectes de major importància en la valoració de la producció domèstica no de mercat és determinar quines activitats realitzades a la llar són productives i,per tant, han de ser objecte de valoració. Amb aquesta finalitat s'utilitza el que es coneix com el "criteri de la tercera persona" que va ser introduït per Margaret Reid. La idea bàsica és la següent: una activitat es considera productiva si es pot delegar en algú més, si proporciona output que es pot intercanviar.
Segons les paraules de Margaret Reid «si una activitat és d'una naturalesa que permet delegar en un treballador remunerat, llavors potser l'activitat ha de considerar-se productiva ... ». La producció domèstica consisteix en les activitats no retribuïdes que es duen a terme pels seus membres i per a ells, que poden ser reemplaçats per productes de mercat i serveis remunerats si circumstàncies, com ara els ingressos, les condicions de mercat i les inclinacions personals, permeten que el servei es delegui en algú extern al grup domèstic

## Delimitació de la producció domèstica
Alguns exemples per a diferenciar les activitats productives de les no productives aplicant el criteri de la tercera persona serien:
- s'exclou l'autoeducació, ja que encara que té conseqüències econòmiques, el fet d'estudiar no es pot delegar a ningú més,
- rentar-se un mateix, vestir-se, posar-se maquillatge s'exclou perquè aquestes activitats no poden adquirir-se, en general, al mercat,
- tenir cura del jardí i de les mascotes, incloent treure a el gos, s'inclouen dins de límit de la producció perquè una part part d'aquesta activitat es pot delegar,
- adquirir béns i serveis és una activitat productiva, excepte l'adquisició de serveis mèdics, o anar a la perruqueria o obtenir serveis personals similars perquè no es poden delegar a una persona diferent de la que es beneficia d'ells,
- els nens són productius, però els trajectes a el cinema o al restaurant són no productius.

Una altra de les activitats domèstiques que caldria considerar en el compte satèl·lit de la producció domèstica és el treball voluntari i l'ajuda informal a les llars.
Aquesta activitat com a tal no és necessària per a l'existència de la llar, però es realitza sense remuneració i es podria comprar al mercat. En aquest sentit beneficia les llars o a unitats institucionals diferents de les pròpies (institucions privades sense finalitat de lucre) i, per tant, caldrà incloure-la com una funció diferent dins de la producció domèstica.
Dins el treball voluntari cal distingir dos tipus: el que s'anomena ajuda informal, que és quan l'ajuda es realitza a un grup d'individus per iniciativa pròpia (ajuda a veïns i familiars sense remuneració) i el treball voluntari formal, que es realitza a través d'institucions sense ànim de lucre que ajuden a les llars amb persones que treballen de forma voluntària en organitzacions o associacions. Aquest treball voluntari és una activitat productiva i es distingeix d'una activitat de temps lliure. És a dir, que la persona ha de tenir una funció activa en l'organització o associació (ostentar un càrrec: tresorer, president, ...)

## Mètodes de valoració
Els mètodes de valoració utilitzats es presenten en dos grups diferenciats d'acord amb la taxa salarial que es consideri.
- cost de substitució: pren com a referència el cost que li suposa ala llar el fet de substituir el seu propi treball, com a input de la producció domèstica, per treball assalariat. Aquest mètode es basa en el supòsit que les llars estalvien diners si les persones de la llar realitzen el treball domèstic i no el contracten en el mercat.[9]
- cost d'oportunitat: pren com a referència els salaris no percebuts per les persones de la llar, actuals o potencials, pel fet d'assignar part del seu temps a la feina domèstica. Aquest mètode es basa en el supòsit que el temps dedicat a treball no remunerat redueix el temps dedicat a treball de mercat i, per tant, aquest temps és un cost per a la persona que realitza el treball.[10]